# Werraaue mit Altarmen bei Unterrohn
Koordinaten: 50° 49′ 42″ N, 10° 11′ 0″ O

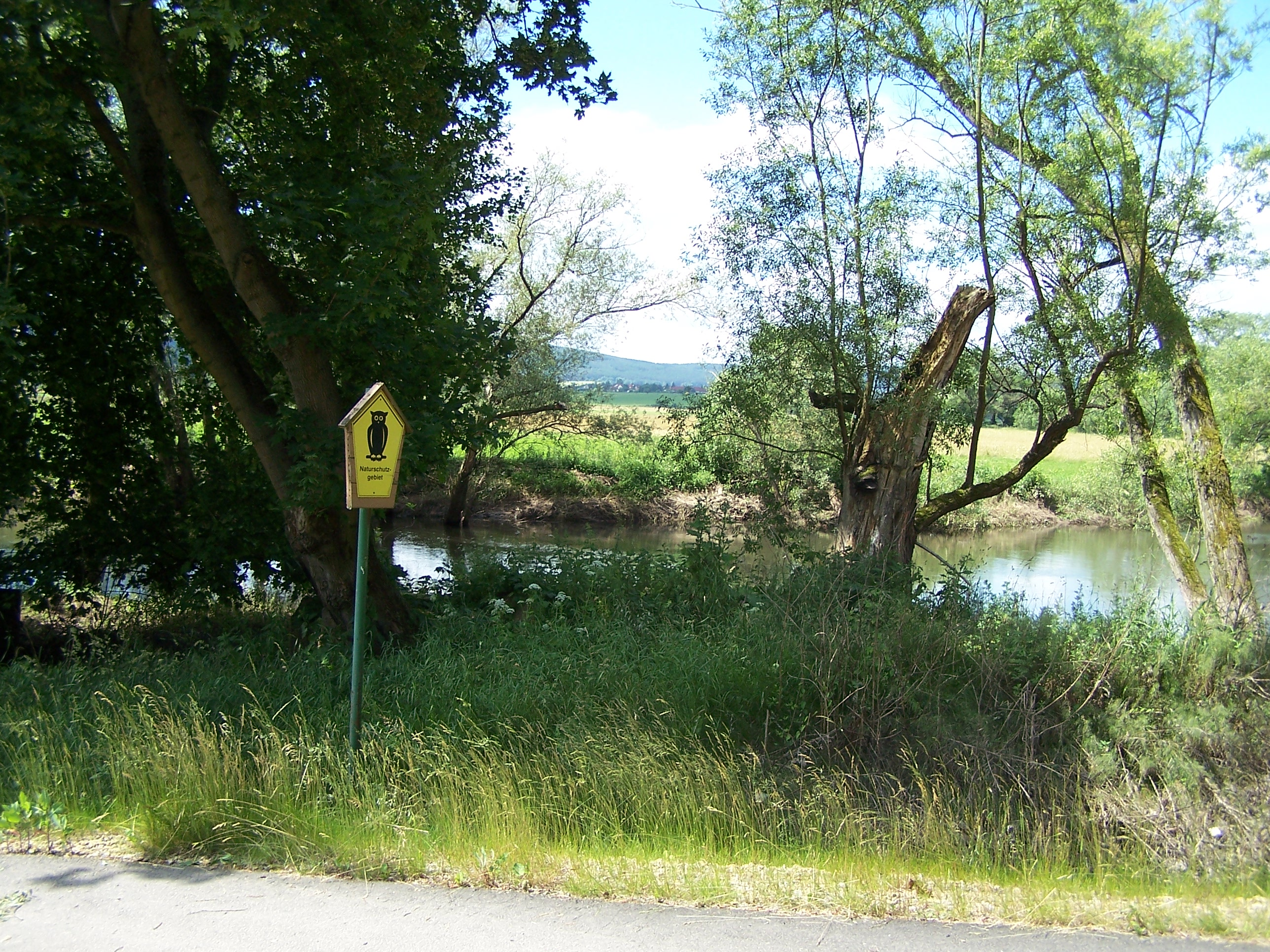
Naturschutzgebiet Werraaue mit Altarmen bei Unterrohn (Juni 2013)

Das Naturschutzgebiet Werraaue mit Altarmen bei Unterrohn liegt im Wartburgkreis in Thüringen. Es erstreckt sich südlich von Unterrohn und nördlich von Kaiseroda entlang der Werra. Westlich des Gebietes verläuft die Landesstraße L 1120 und östlich die L 2895.

## Bedeutung
Das 88,6 ha große Gebiet mit der NSG-Nr. 224 wurde im Jahr 2001 unter Naturschutz gestellt.